# Nördlicher Wieselmaki
Der Nördliche Wieselmaki (Lepilemur septentrionalis) ist eine auf Madagaskar lebende Primatenart aus der Gruppe der Wieselmakis innerhalb der Lemuren.

## Merkmale
Nördliche Wieselmakis sind wie alle Wieselmakis durch den rundlichen Kopf mit den großen, an die nachtaktive Lebensweise angepassten Augen und die langen, kräftigen Hinterbeine charakterisiert. Sie zählen zu den kleinsten Vertretern ihrer Gattung und erreichen eine Kopfrumpflänge von 17 bis 20 Zentimeter und eine Schwanzlänge von 20 bis 28 Zentimeter. Das Gewicht beträgt 0,4 bis 0,7 Kilogramm. Der Kopf und die Oberseite des Fells sind graubraun gefärbt, der Bauch ist grau. Oft verläuft ein dunkler Aalstrich entlang des Rückens. Der Schwanz ist hellbraun und wird zur Spitze hin dunkler. Die Ohren ragen weniger weit aus dem Fell heraus als bei anderen Wieselmaki-Arten.

## Verbreitung und Lebensraum

Verbreitung

Sie bewohnen ein kleines Gebiet an der Nordspitze Madagaskars. Der Fluss Irodo bildet die Südgrenze ihres Verbreitungsgebietes, südlich davon lebt der Ankarana-Wieselmaki, der mit dem Nördlichen Wieselmaki früher zu einer Art zusammengefasst wurde. Das Verbreitungsgebiet dieser Art ist zerstückelt und umfasst insgesamt nicht mehr als 350 km². Ihr Lebensraum sind Laubwälder.

## Lebensweise
Über die Lebensweise ist wenig bekannt. Wie alle Wieselmakis sind sie nachtaktive Baumbewohner. Sie verbringen den Tag in Baumhöhlen oder im Pflanzendickicht schlafend und gehen nachts auf Nahrungssuche. Sie dürften kleine Reviere bewohnen und Einzelgänger sein. Ihre Nahrung besteht aus Blättern und anderem Pflanzenmaterial.

## Gefährdung
Der Nördliche Wieselmaki zählt zu den bedrohtesten Primatenarten Madagaskars, sein Lebensraum ist stark verkleinert und zerstückelt worden. Die Gesamtpopulation umfasst nicht mehr als ein paar hundert Tiere, keine Einzelpopulation zählt mehr als 50 ausgewachsene Tiere. Die IUCN listet die Art als „vom Aussterben bedroht“ (critically endangered).